# Mechtild Jansen
Mechtild Jansen (* 1952 in Köln) ist eine deutsche Aktivistin und Autorin.

## Leben
Mechtild Jansen studierte Soziologie, Psychologie und Politikwissenschaft in Tübingen und Bremen. 1978 wurde sie – ähnlich wie Klaus Uwe Benneter – aus der SPD ausgeschlossen, weil sie auf einer Kundgebung des Komitees für Frieden, Abrüstung und Zusammenarbeit gesprochen hatte. Zu dieser Zeit war sie Bundesvorsitzende des Sozialistischen Hochschulbunds (SHB). In den 1980er Jahren war sie Sprecherin des Koordinierungsausschusses der Friedensbewegung, der Initiative ‚Frauen in die Bundeswehr – wir sagen nein‘ und der Demokratischen Fraueninitiative (DFI). Später arbeitete sie in Forschung, Publizistik und Politikberatung. Sie ist als Sozialwissenschaftlerin und freie Autorin in Berlin tätig.

## Schriften (Auswahl)
- Zusammen mit Andreas Dress, Ingrid Kurz, Aart Pabst, Uwe Post, Erich Roßmann (Hrsg.): Wir Verfassungsfeinde. Pahl-Rugenstein Verlag, Köln 1977, ISBN 3-7609-0313-4.
- Zusammen mit Frank Deppe u. a. (Hrsg.): Strauß und die Gewerkschaften. Texte, Materialien, Dokumente. Köln 1980
- Die quotierte Frau. Keine Frauenpolitik ohne Feminismus. In: Düsseldorfer Debatte 12/1985, S. 39–44
- Halbe-Halbe. Der Streit um die Quotierung. Westberlin 1986
- FrauenWiderspruch. Köln 1987
- Kinder, Küche und Karriere. Zur Vereinbarkeit von Beruf und Familie. Pfaffenweiler 1995
- Das Claudia Nolte-Phänomen. Eine Bilanz der Ära Kohl mit Ausblick. Dietz Verlag, Bonn 1997
- Das Diana-Phänomen oder der dritte Weg, Deutscher Taschenbuchverlag, München 2000
- Für eine humane Gesellschaft: Streitschrift gegen den Politikverlust. Springer VS, Wiesbaden 2014, ISBN 978-3-658-02303-4, ISBN 978-3-658-02304-1 (E-Book)